# Mariano de la Roca y Delgado
Mariano de la Roca y Delgado (Sevilla, 1825-Madrid, 20 de setembre de 1872) va ser un pintor, historiador de l'art, restaurador i escriptor andalús.
Es va formar a l'Escola de Belles Arts de Sant Ferran de Madrid i a París amb el pintor Léon Cogniet. Va participar en les exposicions de l'Acadèmia de Sant Ferran (1849-1850) i a les Exposicions Nacionals de Belles Arts (1856-1871), on va ser guardonat amb algunes medalles. Una menció honorífica el 1856; la medalla de tercera classe el 1858, 1860, amb l'obra Ovelles sestejant a una jonquera, i el 1866; i la medalla de segona classe el 1862 amb Una cleda d'ovelles a la rodalia de la porta de Bilbao, de Madrid, molts temes campestres pels quals es va fer conegut. Va treballar també com a encàrrec oficial a la Sèrie Cronològica dels Reis d'Espanya, duent a terme els retrats dels reis visigots Sisebut, Teudisel i Roderic, l'asturià Alfons II i el lleonès Garcia I.
En l'àmbit de la història de l'art va extractar i anotar l'obra de Francisco Pacheco El arte de la pintura, su antigüedad y grandezas, publicada el 1871 i on va incloure un tractat de la seva autoria per aprendre a netejar i restaurar les pintures sobre llença, fusta, coure i pedra. Després de la seva mort, el 1880, es va publicar Compilación de todas las prácticas de pintura, desde los antiguos griegos hasta nuestros días, i de nou hi afegeix un tractat on explicar com netejar, forrar i restaurar quadres, en un moment en què la restauració començava a emprar un mètode més científic.
Rebé condecoracions de les ordes de Carles III i de Maria Victòria.
Va morir pobre a Madrid el 20 de setembre de 1872.